# 조재선

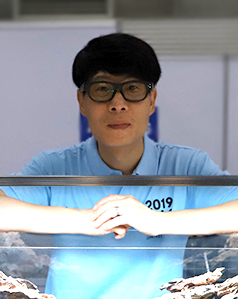

이안 조재선은 대한민국 대표 아쿠아스케이퍼(수경예술작가)이다. 작가 활동명은 이안(異眼)이다.

## 생애
경기도 양주에서 아버지 조영쇠의 슬하 2남 1녀중 차남으로 태어났다. 육군 병장(방공포 병과)으로 군복무를 마쳤다.
1997년 홍익대학교 입학, 설치미술가로 활동하다 아쿠아스케이퍼로 전향하였다. 취미 영역에 머물러 있던 수초레이아웃 분야에 수경예술이라는 개념을 처음 도입하였으며 대한민국 대표 수경예술가로 활동하고 있다.
2019년 한국수경예술학회를 설립하였고 회장직을 역임하고 있다.
2019년 디자이너 조수라와 결혼하였다.

## 학력
- 의정부중/고등학교 졸업
- 홍익대학교 회화과 학사

## 경력
- 설치미술가, 아쿠아스케이퍼
- 한국수경예술학회 설립자 / 현 회장
- KAC (Korea Aquascaping Contest) 심사위원
- KIAC (Korea International Aquascaping Contest) 심사위원

## 가족
- 아내 : 조수라 (디자이너)

## 주요 작품

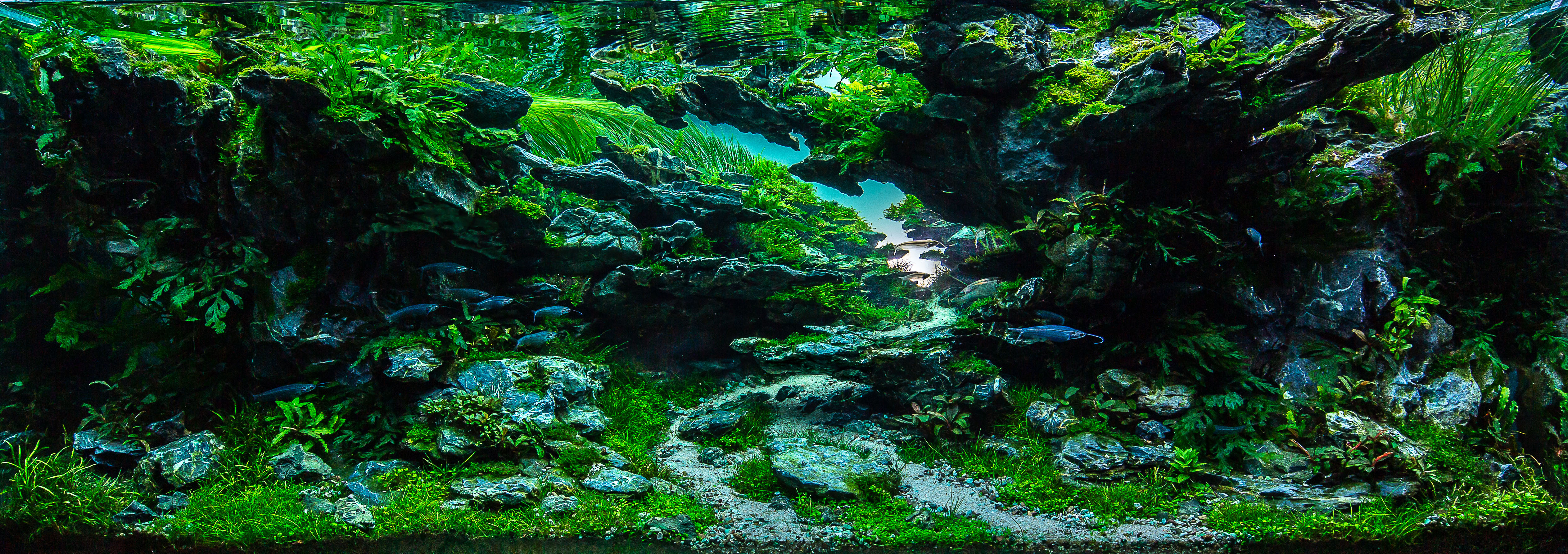
2021 IAPLC 13위-TIME

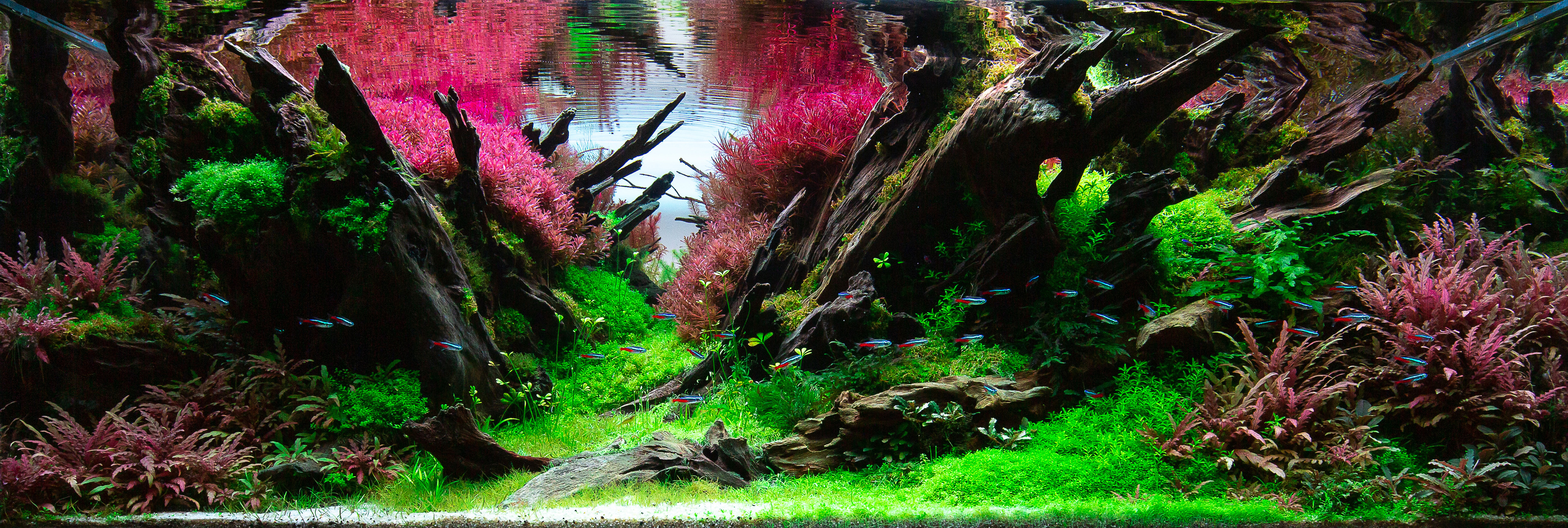
Positive nihilism-2, 2021 IIAC R.25, RFLAC R.14

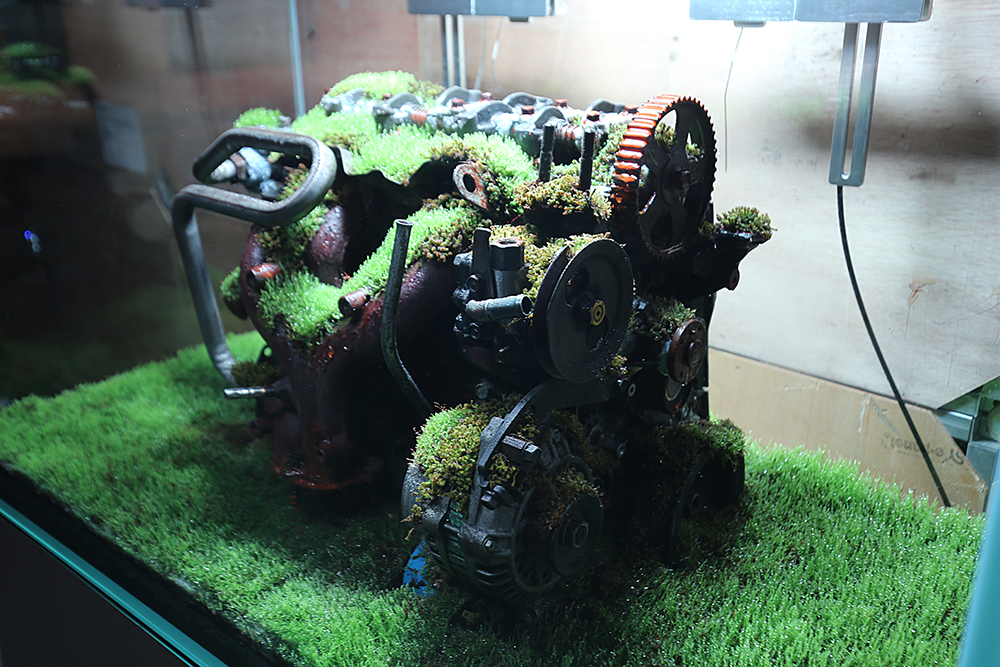
Refresh, 2021, 부산현대미술관

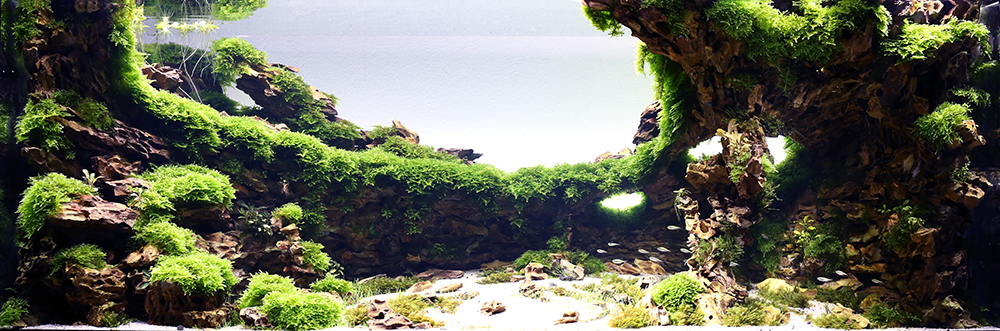
2016년 작품, Opening

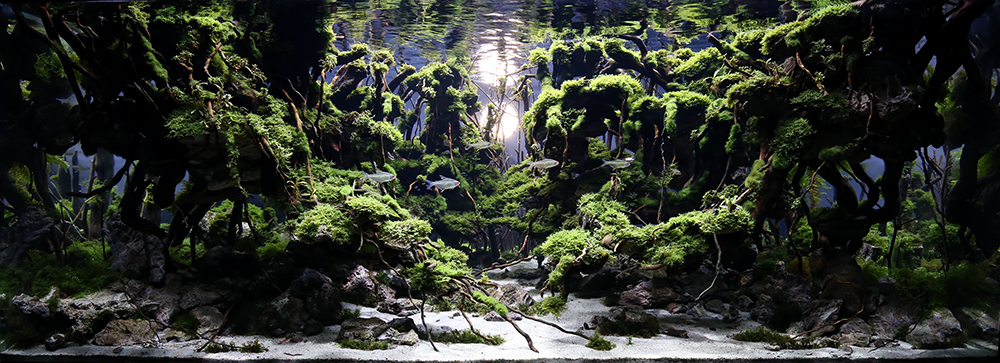
2017년 작품, 詠井中月 영정중월

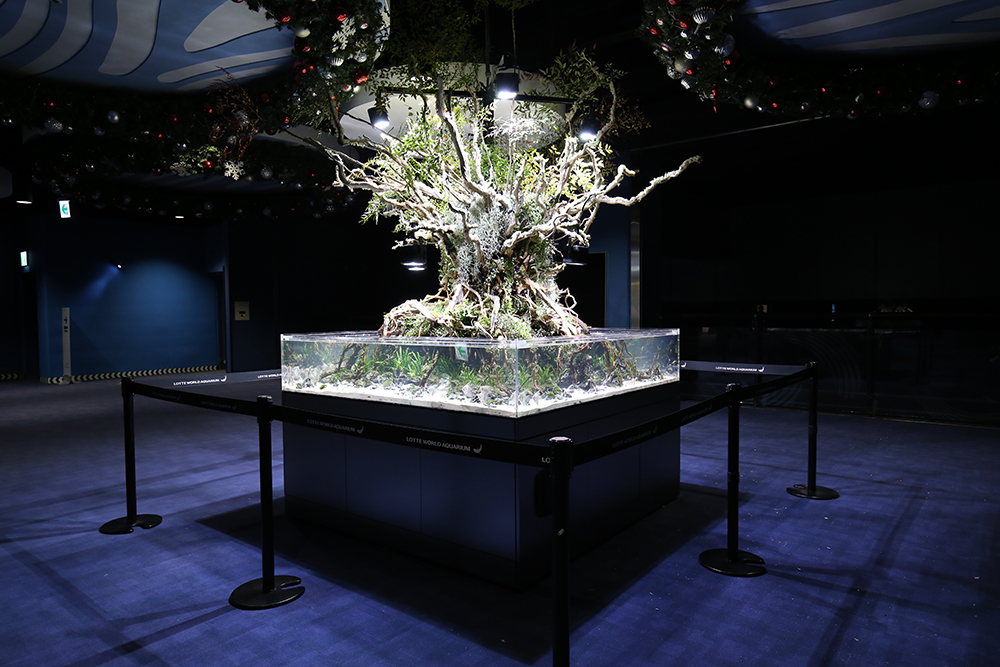
2017년 작품, 어린왕자

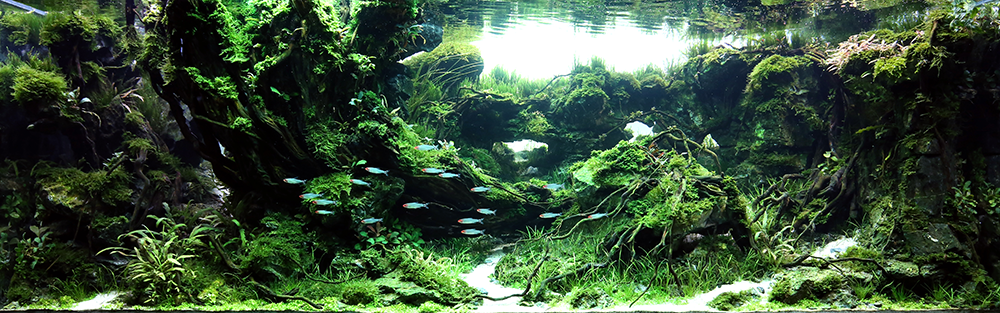
2018년 작품, 태극-1

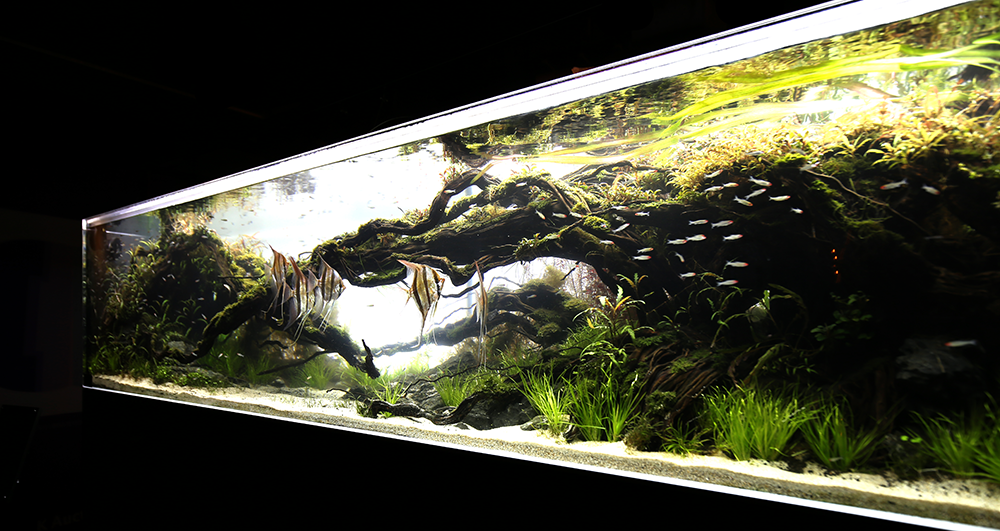
2018년 작품, 태극-2

이외 다수.

## 수상
- 2021 IAPLC 월드랭킹 13위
- 2020 AGA Top 10
- 2018 IIAC 월드랭킹 6위
- 2018 NSHC 월드랭킹 6위

## 전시
- 2021 지속 가능한 미술관 : 미술과 환경  展 - [Refresh:되찾다], 부산 현대미술관
- 2018 [太極:태극-2], K Auction
- 2018 [빛장] 미디어아트 강남문화재단

## 관련 기사 및 방송
- 스포츠 경향 - ‘낙찰가 1억원 이상’ 수조, ‘태극-2’ 7000만원부터 경매 개시 https://news.naver.com/main/read.nhn?mode=LSD&mid=sec&sid1=001&oid=144&aid=0000580064
- 뉴시스 - 케이옥션, 수경예술가 조재선 '태극' 경매...시작가 7000만원 https://news.naver.com/main/read.nhn?mode=LSD&mid=sec&sid1=001&oid=003&aid=0008884853
- 톱스타뉴스 - 아쿠아스케이퍼 조재선 작가의 수경예술 http://www.topstarnews.net/news/articleView.html?idxno=841044
- MBC 생방송 오늘저녁 1423회 - 아쿠아스케이퍼 조재선 http://www.imbc.com/broad/tv/culture/evening/index.html
- MBC 나 혼자 산다 366회 - 배우 이상이 http://www.imbc.com/broad/tv/ent/singlelife/
- 취미로 먹고 산다-시즌3 [아쿠아스케이퍼 조재선, 조진선]
- LG QNED 8K TV Global CF 작품 제작 - 2021 [Real] - https://www.youtube.com/c/globalLG